# NAD deidrogenasi (chinone)
La NAD deidrogenasi (chinone) è un enzima appartenente alla classe delle ossidoreduttasi, che catalizza la seguente reazione:
NADH + H+ + accettore ⇄ NAD+ + accettore ridotto
L'enzima può utilizzare anche il menachinone come accettore. È inibito dall'AMP e dal 2,4-dinitrofenolo ma non dal dicumarolo o da derivati dell'acido folico.